# Kostel Neposkvrněného početí Panny Marie (Santa Cruz de Tenerife)

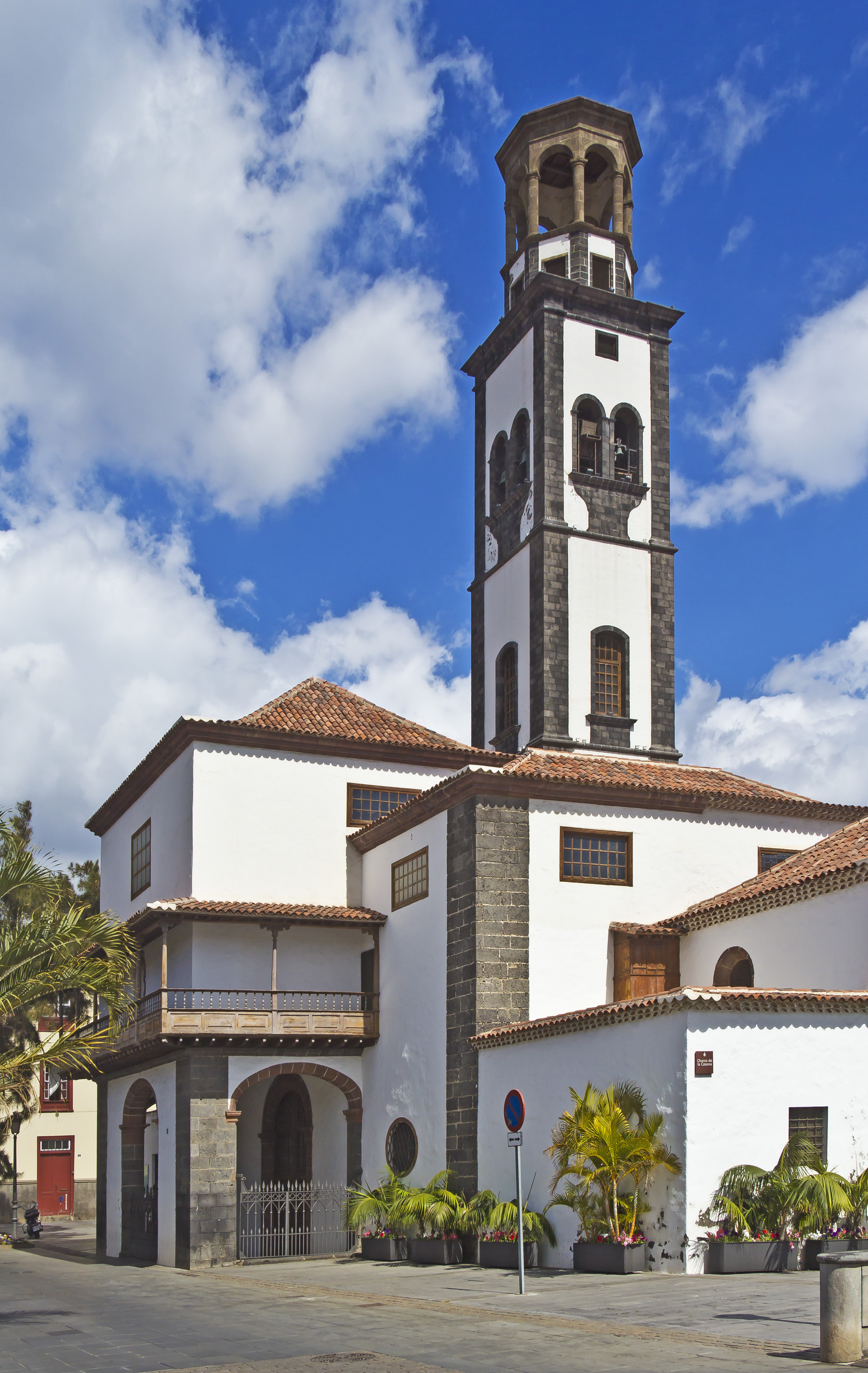
Kostel početí Neposkvrněné Panny Marie

Kostel Neposkvrněného početí Panny Marie (ve španělštině: Iglesia Matriz de la Concepción) je nejdůležitější kostel ve městě Santa Cruz de Tenerife na Kanárských ostrovech. Je to jediný pětilodní kostel na Kanárských ostrovech, s architekturou baziliky. 
Kostel byl postaven v roce 1500 a je známý jako „Katedrála Santa Cruz“, ve skutečnosti ale tenerifskou katedrálou není. Tou je Katedrála Panny Marie Pomocné v San Cristóbal de La Laguna. Pozoruhodná je zvonice kostela a hlavní oltář. Uvnitř je také oltář Jakuba Většího, patrona Santa Cruz de Tenerife a také kříž, na jehož základě roku 1494 město vzniklo.